# 배드 울프 (제작사)
배드 울프 유한회사 (Bad Wolf Ltd)는 2015년 영국 웨일스 카디프에 설립된 TV 방송 제작사로, 줄리 가드너와 제인 트렌터가 창업하였다. TV 드라마 <더 나이트 오프>, <베드겔러트>, <어 디스커버리 오브 위치스>, <황금나침반>, <닥터 후> 등을 제작하였다.

## 역사
BBC 임원 출신인 줄리 가드너와 제인 트렌터가 BBC 월드와이드를 퇴사하고 2015년에 설립한 회사이다. 두 사람은 BBC 재직 당시 2005년 웨일스에서 제작된 SF 드라마 <닥터 후>의 뉴 시즌을 러셀 T 데이비스와 함께 제작한 경력이 있다. 회사의 명칭 역시 해당 드라마에 등장하는 설정인 '배드 울프'에서 따온 것이다. 2015년에는 HBO와 퍼스트룩 계약을 체결하였다.
2017년 웨일스 카디프에 울프 스튜디오 웨일스 (Wolf Studios Wales)라는 영화, TV 스튜디오를 신설하였다. 같은 해 배드 울프가 처음으로 제작한 드라마 <더 나이트 오프>가 방영되었으며 에미상 13개 부문 후보, 5개 부문 수상을 기록하였다. 그해 말에는 유럽의 미디어 그룹인 스카이 그룹과 미국 방송사 HBO로부터 회사 지분을 대가로 투자금을 유치하였다.
2019년에는 동명의 소설을 드라마화한 <황금나침반>이 방영되었으며 제1화의 시청자수는 약 700만 명을 기록하였다. 이는 영국 TV 방송계에서 5년만에 기록된, 가장 큰 1화 시청률이기도 하다.
2020년 4월 배드 울프는 빌리 파이퍼 주연의 드라마 <아이 헤이트 수지>를 제작한다고 밝혔다. 빌리 파이퍼는 닥터후에서 로즈 타일러로 캐스팅된 적이 있었다.
2021년 9월 24일, BBC 스튜디오는 2017년부터 닥터 후의 쇼러너를 맡고 있던 크리스 칩널이 오늘 2022년을 끝으로 드라마에서 하차할 것이며, 2023년부터는 배드 울프사와 공동으로 드라마를 제작할 것이라고 발표하였다. 칩널의 후임으로는 2005년~2010년 드라마 쇼러너를 맡았던 러셀 T 데이비스가 복귀하였으며, 당시 협업했던 배드 울프사의 줄리 가드너도 총괄 프로듀서로 복귀하게 되었다. 여기에 공동 창업자 제인 트렌터도 제작에 참여하게 되었다.
2021년 10월 소니 픽처스 텔레비전이 배드 울프의 지분을 대거 인수하여 최대주주로 등극한 데 이어 그해 12월에는 HBO와 스카이 그룹으로부터 나머지 지분도 인수할 것이라고 발표하였다. 계약 과정에서 새 대표로 나타샤 헤일(Natasha Hale)이 영입되었으며, 차기작 제작과 함께 방송업계에서 카디프의 입지를 강화하기 위한 장기 파트너십을 체결하였다.

## 작품 목록

### TV 드라마
| 연도          | 제목                      | 제작자                            | 배급                                                         | 비고             |
| ------------- | ------------------------- | --------------------------------- | ------------------------------------------------------------ | ---------------- |
| 2016년        | 더 나이트 오프            | 스티븐 자일리안 리처드 프라이스   | BBC 스튜디오                                                 | BBC 소유         |
| 2017년        | 베드갤러트                | 메데니 그리피스                   | BBC 스튜디오                                                 | BBC 소유         |
| 2018년~2022년 | 어 디스커버리 오브 위치스 | 디보라 하크니스                   | 스카이 비전 (S1) NBC유니버설 인터내셔널 디스트리뷰션 (S2/S3) | NBC유니버설 소유 |
| 2019년~2022년 | 황금나침반                | 필립 풀먼                         | BBC 스튜디오 (영국) HBO (전세계)                             | HBO / BBC 소유   |
| 2020년~현재   | 인 인더스트리             | 콘라드 케이 미키 다운             | BBC 스튜디오 (영국) HBO (전세계)                             |                  |
| 2020~2022     | 아이 헤이트 수지          | 루시 프레블 빌리 파이퍼           | NBC유니버설 인터내셔널 디스트리뷰션                          | NBC유니버설 소유 |
| 2023년~현재   | 더 윈터 킹                | 케이트 브룩 에드 휘트모어         | 소니 픽쳐스 텔레비전                                         |                  |
| 2023년~현재   | 닥터 후                   | 시드니 뉴먼 C.E. 웨버 도널드 윌슨 | BBC 스튜디오 (영국, 아일랜드) 디즈니+ (전세계)               | BBC 소유         |
| 미정          | 커밍 언돈                 | 테리 화이트                       | 넷플릭스                                                     |                  |
| 미정          | 도프 걸스                 | 폴리 스텐햄                       | BBC 스튜디오 (영국)                                          |                  |